# Xã Waterville, Quận Le Sueur, Minnesota
Xã Waterville (tiếng Anh: Waterville Township) là một xã thuộc quận Le Sueur, tiểu bang Minnesota, Hoa Kỳ. Năm 2010, dân số của xã này là 716 người.